# 磁気回路
磁気回路（）は、磁束を含む1つ以上の閉回路で構成される。磁束は普通、永久磁石もしくは電磁石により生成され、鉄といった強磁性材料からなる磁心により経路に閉じ込められるが、その経路には空隙もしくは他の材料があるときがある。磁気回路は電動機、発電機、変圧器、継電器、リフティング電磁石、SQUIDs、検流計、磁気記録ヘッドなど多くの装置で磁場を効率良く通すために使われている。
「磁気回路」の概念は不飽和強磁性材料における磁場の方程式と電気回路の方程式の間の1対1の対応関係を利用している。この概念を使用して変圧器のような複雑な装置の磁場を電気回路のために発展した方法と技術を利用して素早く解決することができる。
磁気回路のいくつかの例は以下の通り。
- 鉄の保磁子付きの蹄鉄磁石（磁気抵抗の低い回路）
- 保磁子なしの蹄鉄磁石（磁気抵抗の高い回路）
- 電動機（可変抵抗の回路）
- ピックアップカートリッジのいくつか（可変抵抗の回路）

## 起磁力
起電力(EMF)が電気回路内の電荷の電流を駆動する方法と同じ方法で、起磁力(MMF)が磁気回路を通る磁束を「駆動」する。起電力の定義同様、閉ループ周りの起磁力{\displaystyle \scriptstyle {\mathcal {F}}}は次のように定義される。
{\displaystyle {\mathcal {F}}=\oint \mathbf {H} \cdot \operatorname {d} \mathbf {l} }
起磁力はループを完成させることにより仮想の磁荷を獲得するという可能性を表している。駆動される磁束は磁荷の流れではない。これは単に電流が起電力に持っているのと同じ関係を起磁力に対して持っているだけである（詳しい説明は下記の微視的な磁気抵抗の起源を参照）。
起磁力の単位はアンペア回数(At)であり、真空中で導電性材料の単一ターンループを流れる1アンペアの定常直流電流により表される。1930年にIECにより制定されたギルバート(Gb)は起磁力のCGS単位で、アンペアターンよりわずかに小さい単位である。この単位はイギリスの医師、自然哲学者のウィリアム・ギルバート(1544–1603)にちなむ。
{\displaystyle {\begin{aligned}1\;{\text{Gb}}&={\frac {10}{4\pi }}\;{\text{At}}\\&\approx 0.795775\;{\text{At}}\end{aligned}}}
起磁力はアンペールの法則を用いて迅速に計算することができる。例えば長いコイルの起磁力 {\displaystyle {\mathcal {F}}}は
{\displaystyle {\mathcal {F}}=NI}
N は巻き数で、Iはコイルの電流である。実際にはこの方程式は現実のインダクタの起磁力に使われ、このときのNは誘導コイルの巻き数である。

## 磁束
適用した起磁力は系の磁性部品を通して磁束を「駆動」する。磁性部品を通る磁束は、その部品の断面積を通過する磁力線の数に比例する。これは「正味の」数、つまり、1方向に通過する方向からもう1つの方向に通過する数を引いたものである。磁場ベクトル B の方向は定義より磁石の内側のS極からN極への方向であり、磁力線の外側はNからSへ延びている。
磁場の方向に垂直な面積の要素を通る流速は、磁場と面積要素の積で与えられる。もっと一般的には、磁束Φは磁場と面積要素ベクトルのスカラー積により定義される。定量的には、表面Sを通る磁束は表面の面積にわたる磁場の積分として定義される。
{\displaystyle \Phi _{m}=\int \!\!\!\!\int _{S}\mathbf {B} \cdot \operatorname {d} \mathbf {S} }
磁性部品の場合、磁束Φの計算に使われる面積Sは通常、部品の断面積になるように選択される。
SIの磁束単位はウェーバ（組立単位:ボルト秒）であり、磁場の単位はウェーバー毎平方メートルもしくはテスラである。

## 磁場回路へのオームの法則
電子回路において、オームの法則は要素に印加される起電力 {\displaystyle \scriptstyle {\mathcal {E}}}と要素を通して発生する電流 I の間の経験的関係である。次のように書かれる。
{\displaystyle {\mathcal {E}}=IR}
R はこの物質の電気抵抗である。磁気回路でもオームの法則に対応するものがある。この法則はジョン・ホプキンソンにちなみホプキンソンの法則といわれるが、実際にはそれより前の1873年にヘンリー・ローランドにより定式化された。これは以下のように書かれる。
{\displaystyle {\mathcal {F}}=\Phi {\mathcal {R}}}
{\displaystyle \scriptstyle {\mathcal {F}}}は磁気要素を横切る起磁力、{\displaystyle \scriptstyle \Phi }は磁気要素を通る磁束、{\displaystyle \scriptstyle {\mathcal {R}}}はこの要素の磁気抵抗である（この関係はH場と磁場 Bの間の経験的関係 B=μHによるものであることが後に示されるであろう。μは材料の透磁率である）。オームの法則と同様、ホプキンソンの法則はいくつかの材料に有効な経験式として、もしくはリラクタンスの定義として役に立つ可能性がある。
ホプキンソンの法則は、電力とエネルギーの流れをモデル化するという点でオームの法則の正しい類推ではない。特に、電気抵抗に損失があるのと同じように、リラクタンスに関連する損失があるわけではい。この点で電気抵抗の真の類似である磁気抵抗は、起磁力と磁束の変化率の比として定義される。ここでは磁束の変化率は電流に代わっており、オームの法則は次のようになる。
{\displaystyle {\mathcal {F}}={\frac {d\Phi }{dt}}R_{\mathrm {m} }}
ここで {\displaystyle \scriptstyle R_{\mathrm {m} }}は磁気抵抗。この関係はジャイレータキャパシタモデルと呼ばれる電気と磁気の類推の一部であり、リラクタンスモデルの欠点を乗り越えるためのものである。ジャイレータキャパシタモデルは、複数のエネルギー領域にわたり系をモデル化するために使われる矛盾のない類推の幅広いグループの一部である。

## リラクタンス
リラクタンスもしくは磁気抵抗は、電気回路における電気抵抗と類似している（ただし磁気エネルギーは消費しない）。電場により電流が最小の抵抗の経路をたどるのと同様に、磁場により磁束が最小のリラクタンスの経路をたどる。電気抵抗と同じくスカラーで示量性である。
合計のリラクタンスは、受動磁気回路のMMFとこの回路の磁束の比に等しくなる。AC場では、リラクタンスは正弦波MMFと磁束の振幅値比である（フェーザ参照）
定義は次のように表現される。
{\displaystyle {\mathcal {R}}={\frac {\mathcal {F}}{\Phi }}}
{\displaystyle \scriptstyle {\mathcal {R}}}はウェーバあたりのアンペア回数（ヘンリーあたりの回数に相当する単位）の抵抗である。
マクスウェル方程式で記述されているように、磁束は常に閉ループを形成するが、ループの経路は周囲の材料のリラクタンスに依存する。これは最も抵抗の小さい経路に集中する。空気や真空はリラクタンスが高く、軟鉄など磁化しやすい材料はリラクタンスが低くなる。リラクタンスが低い材料への磁束の集中は、強い一時的な極を形成し、材料をより高い磁束の領域に向かって移動させる傾向のある力学的な力を起こすため、常に引力となる。
リラクタンスの逆数はパーミアンスと呼ばれる。
{\displaystyle {\mathcal {P}}={\frac {1}{\mathcal {R}}}}
このSI組立単位はヘンリーである（インダクタンスと概念は異なるが、単位は同じである）。

## リラクタンスの微視的起源
磁気的に均一な磁気回路要素のリラクタンスは次のように計算できる。
{\displaystyle {\mathcal {R}}={\frac {l}{\mu A}}}
ここで 
l は要素の長さ（メートル）
{\displaystyle \scriptstyle \mu \;=\;\mu _{r}\mu _{0}} は材料の透磁率（{\displaystyle \scriptstyle \mu _{r}}は材料の比透磁率（無次元）{\displaystyle \scriptstyle \mu _{0}}は自由空間の透磁率）
A は回路の断面積（平方メートル）
これは材料の電気抵抗の式に似ており、透磁率は導電率と類似である。透磁率の逆数は磁気抵抗率と呼ばれ、抵抗率と類似である。透磁率が低く、長くて薄い形状のものは高いリラクタンスになる。電気抵抗の低い抵抗のような低いリラクタンスが一般的には好まれる。

## 磁気回路と電気回路の類似まとめ
以下の表は、電気回路理論と磁気回路理論の数学的類推をまとめたものである。これは数学的な類推であり、物理的なものではない。同じ行のものには、同じ数学的役割がある。2つの理論の物理学は非常に異なる、例えば、電流は電荷の流れであるが、磁束はいかなる量の流れでもない。
| 磁気                                     | 磁気                                                                                 | 磁気         |  | 電気               | 電気                                                                                 | 電気           |
| 名前                                     | 記号                                                                                 | 単位         |  | 名前               | 記号                                                                                 | 単位           |
| ---------------------------------------- | ------------------------------------------------------------------------------------ | ------------ |  | ------------------ | ------------------------------------------------------------------------------------ | -------------- |
| 起磁力 (MMF)                             | {\displaystyle {\mathcal {F}}=\int \mathbf {H} \cdot \operatorname {d} \mathbf {l} } | アンペア回数 |  | 起電力 (EMF)       | {\displaystyle {\mathcal {E}}=\int \mathbf {E} \cdot \operatorname {d} \mathbf {l} } | ボルト         |
| 磁場                                     | H                                                                                    | A/m          |  | 電場               | E                                                                                    | V/m = N/C      |
| 磁束                                     | {\displaystyle \Phi }                                                                | Wb           |  | 電流               | I                                                                                    | A              |
| ホプキンソンの法則またはローランドの法則 | {\displaystyle {\mathcal {F}}=\Phi {\mathcal {R}}_{m}}                               | アンペア回数 |  | オームの法則       | {\displaystyle {\mathcal {E}}=IR}                                                    |                |
| リラクタンス                             | {\displaystyle {\mathcal {R}}_{m}}                                                   | 1/H          |  | 電気抵抗           | R                                                                                    | Ω              |
| パーミアンス                             | {\displaystyle {\mathcal {P}}={\frac {1}{{\mathcal {R}}_{m}}}}                       | H            |  | 電気伝導度         | G = 1/R                                                                              | 1/Ω = モー = S |
| B と H の関係                            | {\displaystyle \mathbf {B} =\mu \mathbf {H} }                                        |              |  | 微視的オームの法則 | {\displaystyle \mathbf {J} =\sigma \mathbf {E} }                                     |                |
| 磁束密度 B                               | B                                                                                    | T            |  | 電流密度           | J                                                                                    | A/m2           |
| 透磁率                                   | μ                                                                                    | H/m          |  | 電気伝導率         | σ                                                                                    | S/m            |

## 類推の限界
磁気回路と電気回路の間で類推を使う場合、この類推の限界に留意する必要がある。電気回路と磁気回路とはホプキンソンの法則とオームの法則が似ていることから表面的には類似している。磁気回路には大きな違いがあるが、その構造を考慮する必要がある。 
- 電流は粒子（電子）の流れを表し、抵抗で一部もしくは全てが熱として消費される仕事率を運ぶ。磁場は何かの「流れ」を現すものではなく、リラクタンスで仕事率が消費されることはない。
- 普通の電気回路の電流は回路に限られ、「漏れ」はほとんどない。普通の磁気回路では材料の外側にも透磁率があるため、全ての磁場が磁気回路に限られるわけではない（真空透磁率参照）。したがって、磁心の外側の空間に大きな「漏れ磁束」が存在する可能性があり、これを考慮する必要があるが、往々にして計算が難しい。
- 最も重大なことは、磁気回路は非線形であることである。磁気回路のリラクタンスは電気抵抗のように一定ではなく磁場により異なる。高い磁束では磁気回路の磁心に使われる強磁性材料が飽和し、磁束のさらなる増加が制限されるため、このレベルを超えるとリラクタンスが急激に増加する。さらに強磁性材料はヒステリシスの影響を受けるため、その磁束は瞬間的なMMFだけでなくMMFの経緯にも依存する。磁束源をオフにした後は強磁性材料に残留磁気が残りMMFのない磁束が生成される。

## 回路法則

磁気回路

磁気回路は電気回路の法則に似た他の法則にしたがう。例えば、{\displaystyle \scriptstyle {\mathcal {R}}_{1},\ {\mathcal {R}}_{2},\ \dots }が直列に並んだ総リラクタンス{\displaystyle \scriptstyle {\mathcal {R}}_{T}}は
{\displaystyle {\mathcal {R}}_{T}={\mathcal {R}}_{1}+{\mathcal {R}}_{2}+\cdots }
となる。これはアンペールの法則にもしたがい、抵抗を直列に追加するキルヒホッフの電圧法則に似ている。さらに、任意のノードへの磁束の合計 {\displaystyle \scriptstyle \Phi _{1},\ \Phi _{2},\ \dots } は常に0である。
{\displaystyle \Phi _{1}+\Phi _{2}+\cdots =0}
これはガウスの法則に基づいており、電気回路を解析するために使われるキルヒホッフの電流法則に似ている。
上記3つの法則は電気回路と同様の手法で磁気回路を解析するための完全なシステムを形成する。2種類の回路を比較すると次のことが分かる。
- 抵抗 R に相当するのはリラクタンス {\displaystyle \scriptstyle {\mathcal {R}}_{m}}である。
- 電流 I に相当するのは磁束 Φ である。
- 電圧 V に相当するのは起磁力 F である。

純粋なソース/抵抗回路にキルヒホッフの電圧法則 (KVL)と磁気的に等価なものを適用することにより、各分岐の磁束について磁気回路を解くことができる。具体的にはKVLはループに印加される電圧励起がループ周囲の電圧降下（抵抗と電流の積）の合計に等しいと述べているのに対し、磁気的な類似は起磁力（アンペア回数励起から得られる）がループの残りの部分における起磁力降下（磁束とリラクタンスの積）の合計に等しいと述べている（複数のループがある場合、ループ解析でメッシュ回路の分岐電流の行列解が得られるのと同様に各分岐の電流が行列方程式により解くことができる。この後個々の分岐電流は、採用している符号の規約とループの向きによる示しにより構成ループ電流を加算および/または減算することにより得られる）。アンペールの法則により、励起は電流と作られた完全なループの数の積であり、アンペア回数で測定される。より一般的にいうと
{\displaystyle F=N\,I=\oint {\vec {H}}\cdot \operatorname {d} {\vec {l}}}
（ストークスの定理によると外形周りのH·dlの閉じた線積分は、閉じた外形に囲まれた表面全体のcurl H·dAの開いた面積分に等しいことに注意。マクスウェル方程式からcurl H = Jなので、H·dlの閉じた線積分は表面を通過する電流の合計に評価される。これは表面を通過する電流も測定する励起NIに等しく、これにより表面を流れる正味の電流がエネルギーを保存する閉じた系で0アンペア回数であることを確認する。）
磁束が単純なループに限られないもっと複雑な磁気システムは、マクスウェル方程式を使用して第一原理から解析する必要がある。

## 応用
- ある変圧器の磁心に空気ギャップを作ることで、飽和の影響を減らすことができる。これにより磁気回路のリラクタンスが増加し、磁心が飽和する前に多くのエネルギーを蓄えることができるようになる。この効果は、陰極線管ビデオディスプレイのフライバックトランスや一部のタイプのスイッチング電源で使われる。
- リラクタンスの変動は、リラクタンスモータ（または可変リラクタンス発電機）やアレキサンダーソンオルタネータの背景にある原理である。
- 通常、マルチメディアラウドスピーカーは、テレビやその他のCRTに生じる磁気干渉を減らすために磁気的に遮蔽されている。スピーカーの磁石は、漂遊磁場を最小にするために軟鉄などの材料で覆われている。

リラクタンスは、可変リラクタンス（磁気）ピックアップにも適用できる。